# FastTrack
FastTrack est un réseau peer-to-peer utilisé entre autres par les clients KaZaA, iMesh et Grokster.
Contrairement au logiciel de partage Napster qui est basé sur une architecture centralisée, les logiciels clients du réseau FastTrack reposent sur une architecture décentralisée : les fichiers sont téléchargeables directement depuis un dossier spécifique chez chaque utilisateur du logiciel. Ce dernier type d'architecture rend presque impossible le contrôle des contenus diffusés (il n'y a pas d'administrateur).
Ce type de réseau n'ayant pas de serveur central, l'indexation des informations disponibles par tel ou tel utilisateur n'en est que plus difficile. Pour cela, on utilise des superpeers, éléments choisis du réseau permettant - entre autres fonctions - cette indexation. Ces superpeers ont une forte puissance de calcul et une large bande passante  et assurent la recherche d'informations.

## Clients utilisant FastTrack
- EarthStation 5 (en) (aussi client Gnutella)
- giFT
- Grokster (en) (arrêté par la MPAA et la RIAA)
- Kazaa Lite Revolution
- Kazaa
- Kazaa Lite
- iMesh
- mlmac
- MLdonkey
- Poisoned (en)
- XFactor pour Mac OS X